# Seznam dílů seriálu Průvodce všehoschopného hráče
Toto je seznam dílů seriálu Průvodce všehoschopného hráče. Americký akční televizní seriál Průvodce všehoschopného hráče měl premiéru na stanici Disney XD.

## Přehled řad
| Řada | Díly | Premiéra v USA    | Premiéra v USA  | Premiéra v ČR  | Premiéra v ČR   |
| Řada | Díly | První díl         | Poslední díl    | První díl      | Poslední díl    |
| ---- | ---- | ----------------- | --------------- | -------------- | --------------- |
| 1    | 21   | 22. července 2015 | 23. března 2016 | 7. ledna 2017  | 26. března 2017 |
| 2    | 16   | 18. července 2016 | 2. ledna 2017   | 23. října 2017 | 18. ledna 2018  |

## Seznam dílů

### První řada (2015–2016)
| Č. v seriálu | Č. v řadě | Název                                   | Režie                 | Scénář                     | Premiéra v USA     | Premiéra v ČR   | Prod. kód |
| ------------ | --------- | --------------------------------------- | --------------------- | -------------------------- | ------------------ | --------------- | --------- |
| 1            | 1         | Gamer's Guide to Pretty Much Everything | Jonathan A. Rosenbaum | Devin Bunje a Nick Stanton | 22. července 2015  | 7. ledna 2017   | 101       |
| 2            | 2         | The Gaming Club                         | Jonathan A. Rosenbaum | Jim O'Doherty              | 29. července 2015  | 8. ledna 2017   | 103       |
| 3            | 3         | The Puddin' Party                       | Sean Lambert          | Frank O. Wolff             | 5. srpna 2015      | 14. ledna 2017  | 104       |
| 4            | 4         | The Chair                               | Jon Rosenbaum         | Byron Kavanagh             | 12. srpna 2015     | 15. ledna 2017  | 102       |
| 5            | 5         | The Spirit Egg                          | Sean Lambert          | Devin Bunje a Nick Stanton | 19. srpna 2015     | 21. ledna 2017  |           |
| 6            | 6         | The Rival's Arrival                     | Sean Lambert          | Devin Bunje a Nick Stanton | 30. září 2015      | 22. ledna 2017  | 105       |
| 7            | 7         | The Sponsor                             | Sean Lambert          | Joel McCrary               | 7. října 2015      | 28. ledna 2017  | 107       |
| 8            | 8         | The Driving Test                        | Sean Lambert          | Byron Kavanagh             | 14. října 2015     | 29. ledna 2017  |           |
| 9            | 9         | The Psycho Zombie Bloodbath             | Jean Sagal            | Jason Jordan               | 21. října 2015     | 7. října 2017   | 109       |
| 10           | 10        | The Incident                            | Jason Earles          | Lindsey Reckis             | 28. října 2015     | 4. února 2017   |           |
| 11           | 11        | The Prank of the Century                | Jason Earles          | Jim O'Doherty              | 4. listopadu 2015  | 5. února 2017   | 108       |
| 12           | 12        | The Odd Couple                          | Sean Lambert          | Jim O'Doherty              | 25. listopadu 2015 | 12. února 2017  | 113       |
| 13           | 13        | The Longest Yard                        | Sean Lambert          | Lindsey Reckis             | 2. prosince 2015   | 18. února 2017  | 116       |
| 14           | 14        | The Penpal                              | Sean Lambert          | Devin Bunje a Nick Stanton | 27. ledna 2016     | 19. února 2017  | 114       |
| 15           | 15        | The Asteroid Blasters                   | Phill Lewis           | Jason Jordan               | 10. února 2016     | 25. února 2017  | 115       |
| 16           | 16        | The Chillerz                            | Bill Shea             | Jim O'Doherty              | 17. února 2016     | 26. února 2017  | 117       |
| 17           | 17        | The Cabin                               | Joel McCrary          | Byron Kavanagh             | 24. února 2016     | 5. března 2017  | 118       |
| 18           | 18        | The Super Kart                          | Robbie Countryman     | Joel McCrary               | 2. března 2016     | 12. března 2017 | 119       |
| 19           | 19        | The Rock Band                           | Leo Howard            | Conor Hanney               | 9. března 2016     | 19. března 2017 | 120       |
| 20           | 20        | The Goat                                | Robbie Countryman     | Joel McCrary               | 16. března 2016    | 11. února 2017  | 112       |
| 21           | 21        | The Escape Room                         | Jim O'Doherty         | Jason Jordan               | 23. března 2016    | 26. března 2017 | 121       |

### Druhá řada (2016–2017)
| Č. v seriálu | Č. v řadě | Název                   | Režie             | Scénář                       | Premiéra v USA    | Premiéra v ČR     | Prod. kód |
| ------------ | --------- | ----------------------- | ----------------- | ---------------------------- | ----------------- | ----------------- | --------- |
| 22           | 1         | The Ringer              | Bill Shea         | Jim O'Doherty                | 18. července 2016 | 23. října 2017    |           |
| 23           | 2         | The Olym-pig Torch      | Robbie Countryman | Joel McCrary                 | 25. července 2016 | 24. října 2017    | 204       |
| 24           | 3         | The Luchador            | Sean Lambert      | Devin Bunje a Nick Stanton   | 1. srpna 2016     | 25. října 2017    | 201       |
| 25           | 4         | The Rankening           | Sean Lambert      | Jim O'Doherty                | 8. srpna 2016     | 26. října 2017    | 202       |
| 26           | 5         | The Protégé             | Jason Earles      | Jason Jordan                 | 15. srpna 2016    | 30. října 2017    | 205       |
| 27           | 6         | The Stump War           | Sean Lambert      | Byron Kavanagh               | 27. srpna 2016    | 31. října 2017    | 203       |
| 28           | 7         | The Prison Escape Movie | Jean Sagal        | Lindsey Reckis               | 3. září 2016      | 1. listopadu 2017 | 206       |
| 29           | 8         | The Long Weekend        | Jean Sagal        | Byron Kavanagh               | 17. září 2016     | 8. ledna 2018     | 210       |
| 30           | 9         | The Ghost               | Sean Lambert      | Devin Bunje a Nick Stanton   | 1. října 2016     | 2. listopadu 2017 | 208       |
| 31           | 10        | The Has-Been's Back     | Phill Lewis       | Marty Donovan                | 8. října 2016     | 9. ledna 2018     | 207       |
| 32           | 11        | The DJs                 | Sean Lambert      | Devin Bunje a Nick Stanton   | 15. října 2016    | 10. ledna 2018    |           |
| 33           | 12        | The Detective           | Sean Lambert      | Jim O'Doherty                | 5. listopadu 2016 | 11. ledna 2018    | 211       |
| 34           | 13        | The Arcade Hero         | Joel McCrary      | Jason Jordan                 | 2. ledna 2017     | 15. ledna 2018    | 213       |
| 35           | 14        | The Stings              | Walter Pridgen    | Lindsey Reckis               | 2. ledna 2017     | 16. ledna 2018    | 213       |
| 36           | 15        | The Rodeo               | Leo Howard        | Joel McCrary a Marty Donovan | 2. ledna 2017     | 17. ledna 2018    | 215       |
| 37           | 16        | The Big City            | Jim O'Doherty     | Meagan Fulps                 | 2. ledna 2017     | 18. ledna 2018    | 216       |